# Lew Temple
Lew Temple (Louisiana, 2 de Outubro de 1967) é um ator americano. Lew nasceu em Kotzebue, Alaska e cresceu no Texas. Ele entrou em um time de beisebol em 1982 chamado Baseball MVP at Rollins, e se formou no Rollins College em 1985.

## Carreira
Mesmo sendo pequeno demais para as grandes ligas, ele continuou com seu amor pelo beisebol, se esforçando como jogador em uma liga chamada catcher bullpen, depois em Seattle Mariners e Houston Astros. Em 1986, ele era o rebatedor no time New York Mets, e mais tarde viria a servir como Assistente de Diretor de Operações da Minor League e Escotismo para os Astros até 1993.
Lew começou atuar em 1994 no filme Angels in the Outfield em que interpretava um jogador de beisebol. De 1995 até 2004 fez em torno de 10 filmes, porém todos como coadjuvante.
Em 2005, apareceu em um filme de terror de Rob Zombie, The Devils Rejects como Adam Banjo, e interpretou Fender Locus no filme de ação Domino, estrelado por Keira Knightley.Em 2006, ele interpretou o xerife Winston para a refilmagem de O Massacre da Serra Elétrica. Naquele mesmo ano, ele também desempenhou um papel como paramédico no thriller Déjà Vu.
Em 2007, interpretou Cal, o gerente do restaurante na comédia-drama Waitress. Naquele mesmo ano, ele também apareceu em um episódio de CSI: Miami como Billy Chadwick, um solitário residente em um caso de assassinato de um urso, e como Noel Kluggs em outro filme de Rob Zombie, Halloween.
Em 2008, Temple fez o personagem Marv em Trailer Park of Terror.
Em 2010, ele apareceu em um episódio de NCIS: Los Angeles como o Sr. Loobertz.
Em 2011, ele apareceu em um episódio de Criminal Minds , no qual ele interpretou um ex-pescador e virou entregador de tempo parcial chamado Bill Thomas.
Em 2012, ele deu vida ao personagem Montgomery Blair, um membro do gabinete de Abraham Lincoln, no filme Saving Lincoln, que conta a história do presidente através dos olhos de Ward Lamon Colina , um ex-sócio da lei, amigo e guarda-costas principal.
Em 2012, ele apareceu em um papel recorrente em The Walking Dead como Axel, um prisioneiro sobrevivente do apocalipse zumbi. O personagem durou apenas uma temporada.